# Yankeetown (Florida)
Yankeetown es un pueblo ubicado en el condado de Levy en el estado estadounidense de Florida. En el Censo de 2010 tenía una población de 502 habitantes y una densidad poblacional de 9,2 personas por km².

## Geografía
Yankeetown se encuentra ubicado en las coordenadas 29°1′55″N 82°45′48″O / 29.03194, -82.76333. Según la Oficina del Censo de los Estados Unidos, Yankeetown tiene una superficie total de 54.57 km², de la cual 19.78 km² corresponden a tierra firme y (63.75%) 34.79 km² es agua.

## Demografía
Según el censo de 2010, había 502 personas residiendo en Yankeetown. La densidad de población era de 9,2 hab./km². De los 502 habitantes, Yankeetown estaba compuesto por el 97.41% blancos, el 0% eran afroamericanos, el 0.2% eran amerindios, el 0.2% eran asiáticos, el 0% eran isleños del Pacífico, el 0% eran de otras razas y el 2.19% pertenecían a dos o más razas. Del total de la población el 1.79% eran hispanos o latinos de cualquier raza.